# Philip Mosima
Philip Mosima (1 februari 1977) is een Keniaanse atleet die is gespecialiseerd in de middellange afstand.
Zijn beste prestatie is het tweemaal winnen (1993, 1994) van het WK veldlopen voor junioren. In 1994 was hij ook succesvol op de 1500 m. Hij werd Afrikaans juniorenkampioen en won op het WK junioren in het Portugese Lissabon een bronzen medaille. Met een tijd van 3.41,09 finishte hij achter de Oegandees Julius Achon (goud) en de Zwitserse kampioen André Bucher (zilver). Hij kan ook goed uit de voeten op de 3000 m getuige zijn meetingrecord van 7.41,17 op de Nacht van de Atletiek dat hij in 1998 neerzette.
Ook in Nederland is Philip Mosima geen onbekende. Hij nam zesmaal deel aan de Warandeloop waarvan hij de editie in 1997 won en boekte ook een eindoverwinning op de Parelloop in 2002.

## Titels
- Wereld juniorenkampioen veldlopen - 1993, 1994
- Afrikaans juniorenkampioen 1500 m - 1994
- Keniaans kampioen 5000 m - 1999

## Persoonlijke records
| Onderdeel       | Prestatie | Datum             | Plaats  |
| --------------- | --------- | ----------------- | ------- |
| 1500 m          | 3.35,65   | 12 juli 1997      | Arnhem  |
| 3000 m          | 7.35,52   | 12 juli 1996      | Londen  |
| 2 mijl          | 8.14,45   | 31 mei 1997       | Hengelo |
| 5000 m          | 12.53,72  | 5 juni 1996       | Rome    |
| 15 km           | 43.48     | 4 juli 2004       | Sapporo |
| 20 km           | 58.58     | 4 juli 2004       | Sapporo |
| halve marathon  | 1:02.21   | 4 juli 2004       | Sapporo |
| 10 Engelse mijl | 46.34     | 23 september 2001 | Zaandam |

## Palmares

### 1500 m
- 1994:  WK junioren - 3.41,09

### 3000 m
- 1995:  Karelia Games in Lappeenranta - 7.48,14
- 1996: 4e Adriaan Paulen Memorial - 7.47,00
- 1996: 5e Athletissima - 7.37,35
- 1996:  Securicor Games in Londen - 7.35,52
- 1998:  Nacht van de Atletiek - 7.41,17
- 1999: 5e Doha Grand Prix - 7.50,91
- 2001: 4e FBK Games - 7.46,70
- 2002:  FBK Games - 7.42,76

### 5000 m
- 1994: 5e Gemenebestspelen - 13.24,0
- 1995: 5e DN Galan - 13.08,95
- 1996:  Golden Gala - 12.53,72
- 1996: 5e Keniaanse Olympische Trials - 13.51,4
- 1997: 7e Keniaanse WK Trials - 13.46,0
- 1997: 5e Athletissima - 13.13,74
- 1999:  Keniaanse kamp. - 13.30,4
- 1999: 11e in series WK - 13.52,56
- 2001: 5e Keniaanse kamp. - 13.29,1
- 2002:  Internationales Askina Sportfest in Kassel - 13.18,25
- 2002:  Nacht van de Atletiek - 13.19,85
- 2004:  IAAF Grand Prix in Osaka - 13.24,94
- 2004:  Super Meet in Yokohama - 13.10,48

### 10.000 m
- 2004:  Naka - 28.44,92

### 5 km
- 1995:  Reebok Festival of Running in Londen - 13.37
- 1996:  Bupa International Road Race in Portsmouth - 13.46

### 10 km
- 1993:  Sallie Mae in Washington - 28.10
- 1993: 5e Corrida Internacionale di San Silvestro in Bolzano - 29.03
- 1994:  Gran Premio Gimnastica de Ulia in San Sebastian - 29.30
- 1994:  Vancouver Sun Run - 28.04
- 1996:  Parelloop - 28.30
- 1998: 4e Parelloop - 28.30
- 2001: 5e Memorial Pepe Greco in Scicli - 29.34
- 2002:  Giro Media Blenio in Dongio - 29.31,2
- 2002:  Parelloop - 28.08
- 2013: 5e Cooper River Bridge Run in Charleston - 29.04
- 2013: 4e Ukrop's Monument Avenue in Richmond - 28.42
- 2013:  AT&T/Renasant Bank Gum Tree in Tupelo - 30.21

### 15 km
- 2000: 6e Zevenheuvelenloop - 43.56
- 2001: 7e Zevenheuvelenloop - 43.46

### 10 Eng. mijl
- 2001: 5e Dam tot Damloop - 46.34
- 2008:  Singelloop Enschede - 50.04

### overige afstanden
- 2002:  4 Mijl van Groningen - 18.39

### Veldlopen
- 1993:  WK junioren - 20.18
- 1994:  WK junioren - 24.15
- 1995: 5e WK junioren - 24.23
- 1996:  Warandeloop (Nederland) - 30.27
- 1997:  Warandeloop - 29.26
- 1998:  Warandeloop - 30.11
- 1999:  Profile Cross in Uden - 33.47
- 2000: 6e Warandeloop - 30.14
- 2000: 7e WK in Vilamoura - 11.29
- 2001: 6e Warandeloop - 30.03